# Harald Hjärne
Harald Gabriel Hjärne (2 mai 1848, à Klastorp, Skövde - 6 janvier 1922, à Uppsala) est un historien suédois.

## Biographie
Hjärne occupe l'une des chaires d'histoire à l'Université d'Uppsala de 1889 à 1913 et est membre de l'Académie suédoise de 1903 à 1922. Il est membre de la deuxième chambre du Riksdag 1902-1908 et de sa première chambre 1912-1918.